# テクシ
テクシ（モンゴル語: Tegsi、? - 至治3年10月6日（1323年11月4日））は、大元ウルスに仕えた政治家の一人。主君のゲゲーン・カアン（英宗シデバラ）を弑逆した南坡の変の首謀者となったことで知られる。
『元史』における漢字表記は鉄失(tiĕshī)。

## 概要
テクシの出自についてはほとんど記録が残っていないが、「妹が君主（英宗ゲゲーン・カアン）の妃となった」という記録があることから、イキレス部出身のスガバラ妃と兄弟ではないかとする説がある。スガバラの遠祖は建国の功臣のブトゥ・キュレゲンであり、ブトゥ家の系図については『元史』の列伝を始め詳細な記録が残っているものの、テクシがブトゥ家出身であると明記した史料は存在しない。いずれにせよ、カアンの弑逆という大罪をなした人物であるがためにその出自については記録上から抹消されてしまったと考えられている。
1310年代、大元ウルスではカアン（皇帝）権力の空洞化が進み、ブヤント・カアン（仁宗アユルバルワダ）ではなくその母のダギが事実上の最高権力者として振る舞うという状況にあった。ダギがお気に入りの側近として取り立てたのがテムデルで、テクシもこのダギ-テムデル派閥に取り入ることで出世した人物であった。延祐7年（1320年）、ブヤント・カアンが亡くなると息子のシデバラがゲゲーン・カアンとして即位し、新政権の下でテクシは太医院使に任じられた。至治元年（1321年）3月、テクシは御史台の長である御史大夫と、忠翊侍衛親軍都指揮使の地位を授けられ、文武において強力な権限を有するようになった。また、同年10月には左・右阿速衛（アスト軍閥）の指揮も委ねられ、このアスト兵は後々までテクシの権力基盤として活用されることとなる。
しかし、新たに即位したゲゲーン・カアンはカアンを差し置いて権力を壟断するダギ-テムデル一派を毛嫌いし、建国以来の名門ムカリ家のバイジュを起用し、ダギ-テムデル派からの権力奪還を図った。至治2年（1322年）、テクシの父祖の碑文が建てられたが、同時期にはテムデルの父祖の勅建碑、バイジュの父祖の碑文も建てられており、これもダギ-テムデル派とカアン-バイジュ派の権力抗争の一環であったと見られる。その後、同年8月・9月にはテムデルとダギが相継いで亡くなり、ダギ-テムデル一派の凋落は決定的となったが、その残党の中でも大物のテクシは中央の三大長官の一つの御史大夫として未だ強力な権限を有していた。同年10月には江南行台御史大夫のトクトが病を理由に引退を申し出たが、皇帝の裁可を得る前に職を離れたことを批判して杖刑にして雲南に流刑とし、またテムデルの子のソナム（鎖南）の復職を願ったがカアンより却下されている。このようなテクシの振るまいを踏まえ、ゲゲーン・カアンは周囲の者に「先頃、テムデルらが横暴な振るまいをしてきても汝らは黙ってこれを見過ごしていた。しかし、今彼等が死ぬとしたらその家産は没収して後世の戒めとしよう」と語ったという。
至治3年（1323年）正月には「振挙台綱（綱紀を厳正に整える）」を掲げる聖旨（ジャルリグ）が出されたが、これはテクシの多岐に渡る権力を削ぎ落とすための第一歩であった。また、前後してテムデルの財産の没収、テムデル一族の粛正が行われ、テクシら旧ダギ-テムデル派官僚はカアンによる報復が自らに及ぶことを恐れ始め、カアンへの叛乱計画を抱くようになった。カアンの弑逆を決意した旧ダギ-テムデル派官僚らがカアン後継者候補として目をつけたのは、北方モンゴリアを治める晋王（ジノン）イェスン・テムルであった。他のカアン候補としては先々代クルク・カアンの子のコシラとトク・テムル兄弟、安西王家のオルク・テムルらがいたが、これらは皆ダギ-テムデル政権で不遇を託った皇族であり報復人事を受けることが予想されたため、ダギ-テムデル政権とわだかまりのないイェスン・テムルが選ばれたと考えられる。
テクシらは弑逆の決行前から晋王家と連絡を取り合っており、8月2日にはオロスを使者として派遣して「ゲゲーン・カアンの暗殺計画が成功しましたら、晋王（イェスン・テムル）を推戴して皇帝（カアン）としましょう」と伝えさせた。そして至治3年8月4日（新暦では1323年9月4日）、季節移動を行うゲゲーン・カアン及びバイジュが上都（夏営地）から大都（冬営地）へ向かう途上、南坡で弑逆事件は決行された。テクシは知枢密院事エセン・テムル、大司農シクドゥル、前平章政事チギン・テムル、前雲南行省平章政事オルジェイ、テムデルの子で前治書侍御史のソナム、テクシの弟で宣徽使の鎖南、典瑞院使トゴチ、枢密院副使アサン、僉書枢密院事章台、衛士トゥメン、諸王アルタン・ブカ、ボラト、オルク・テムル、オルク・ブカ、ウルス・ブカらとともに、自らの配下にあるアスト兵を率いてゲゲーン・カアンの天幕を襲撃した。テクシらはまず右丞相バイジュを殺害し、次いで天幕の中にいたゲゲーン・カアンを弑逆した。こうしてゲゲーン・カアンは治世3年、享年21歳で南坡で崩御することとなった。
ゲゲーン・カアンの弑逆後、以前からの予定通りテクシは使者をイェスン・テムルの下に派遣し、イェスン・テムルはケルレンの大オルドにおいて即位を宣言した。即位直後のイェスン・テムルはテクシを知枢密院事に任じることで報いたが、これはテクシ等弑逆犯を油断させるためのものであった。それから間もなく、イェスン・テムルは側近の旭邁傑・紐澤らを派遣してテクシ、シクドゥル、チギン・テムル、トゴチ、章台らを捕らえさせ、その一族郎党ともども処刑し、財産を没収した。これはカアン弑逆という後々まで残るであろう汚名を全てテクシらに被せ、イェスン・テムル新政権は弑逆と無関係であるとアピールするための政策であったと見られる。こうしてテクシ一族は完全に没落し晋王家による統治が始まったが、カアン位を巡る内部対立は続き後に天暦の内乱を誘発することになった。

## 参考資料
- 岡田英弘『モンゴル帝国から大清帝国へ』藤原書店、2010年
- 杉山正明「大元ウルスの三大王国 : カイシャンの奪権とその前後(上)」『京都大學文學部研究紀要』第34巻、京都大學文學部、1995年3月、92-150頁、CRID 1050282677039186304、hdl:2433/73071、ISSN 0452-9774。
- 宮紀子『モンゴル時代の「知」の東西』名古屋大学出版会、2018年